# شم (دشتياري)
شم (بالفارسية: شم) هي قرية تقع في قسم نغور الريفي (مقاطعة تشابهار) في إيران. يقدر عدد سكانها بـ 153 نسمة بحسب إحصاء 2016.